# Председник Владе Литваније
Премијер Литваније (литв. Lietuvos ministras pirmininkas) је шеф владе Литваније. Премијера именује председник уз сагласност литванског парламента, Сејмаса. Модерна канцеларија премијера успостављена је 1990. године, када је Литванија прогласила независност, иако је званична титула била „председавајући Савета министара“ до 25. новембра 1992. године.
Историјски гледано, титула премијера се такође користила између 1918. и 1940. То је било за време првобитне Републике Литваније, која је трајала од распада Руске империје до анексије земље од стране Совјетског Савеза.

## Списак
1. Казимијера Прунскјене (1990–1991)
2. Албертас Шимена (1991)
3. Гедиминас Вагноријус (1991–1992)
4. Александрас Абишала (1992)
5. Бронисловас Лубис (1992–1993)
6. Адолфас Шлежевичијус (1993–1996)
7. Лаурњас Станкевичијус (1996)
8. Гедиминас Вагноријус (1996–1999)
9. Роландас Паксас (1999)
10. Андријус Кубилијус (1999–2000)
11. Роландас Паксас (2000–2001)
12. Алгирдас Бразаускас (2001–2006)
13. Гедиминас Киркилас (2006–2008)
14. Андријус Кубилијус (2008–2012)
15. Алгирдас Буткевичијус (2012–2016)
16. Саулијус Сквернелис (2016–2020)
17. Ингрида Шимоните (2020–2024)
18. Гинтаутас Палуцкас (2024–тренутно)